# KV2
KV2 — гробница фараона Рамсеса IV из XX династии Нового царства (XII век до н. э.), расположенная в египетской Долине Царей, в фиванском некрополе на западном берегу Нила, напротив Луксора. Гробница KV2 находится ниже основной части Долины царей, между гробницами KV7 и KV1.

## Сохранившиеся планы гробницы

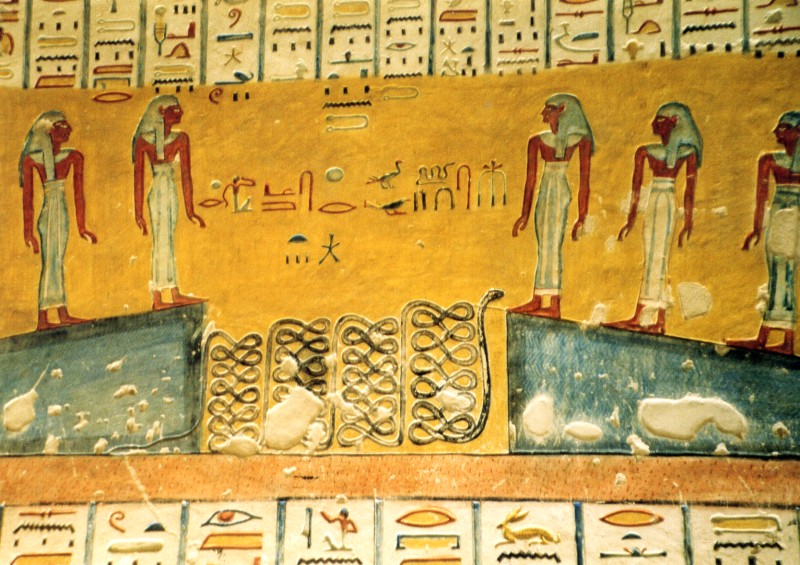
Отрывок из Книги врат.

Сохранились 2 плана гробницы, относящихся ко времени её сооружения. Один на папирусе (ныне хранящийся в Египетском музее Турина) представляет собой подробное описание захоронения в масштабе 1:28. В нём присутствуют все комнаты и коридоры с измерениями, записанными иератическим письмом. На плане также изображён саркофаг фараона, окружённый четырьмя концентрическими группами божеств, подобное расположение божеств было найдено нетронутым в гробнице Тутанхамона (KV62). Другой план гробницы был найден нанесённым на известняковую плиту невдалеке от входа в KV2, он представляет собой примерный план гробницы с указанием расположения входа. Последний план скорее представляет собой «рабочий черновик», в то время как папирусный план почти наверняка имел ритуальное значение и мог использоваться в освящении гробницы после завершения её строительства.

## Современные археологические исследования
Археолог Эдвард Айртон раскопал путь ко входу в гробницу в 1905—1906 годах, работы были продолжены Говардом Картером в 1920 году. Оба они обнаружили остатки предметов, первоначально находившихся внутри гробницы, таких как ушебти, многочисленные глиняные черепки и фрагменты из дерева, стекла и фаянса.